# Новокаиры
Новокаиры (укр. Новокаїри) — село в Мыловской сельской общине Бериславского района Херсонской области Украины.
Почтовый индекс — 74362. Телефонный код — 5546. Код КОАТУУ — 6520684801.

## Население
Население по переписи 2001 года составляло 1146 человек.

### Языковой состав
Родной язык населения по данным переписи 2001 года:
| Язык       | Численность, чел. | Доля     |
| ---------- | ----------------- | -------- |
| Украинский | 1 015             | 88,57 %  |
| Русский    | 97                | 8,46 %   |
| Армянский  | 29                | 2,53 %   |
| Другое     | 5                 | 0,44 %   |
| Итого      | 1 146             | 100,00 % |